# 1. Liga Grossfeld
Die 1. Liga Grossfeld ist die dritthöchste Schweizer Liga im Unihockey auf dem Grossfeld.
Die nächsthöhere ist die Nationalliga B, die nächsttiefere ist die 2. Liga Grossfeld.

## Teams 2024/25

### Männer
| Gruppe 1 - Eagles UHC-Aigle - Bern Capitals - Unihockey Mittelland - Unihockey Schüpbach - FSG Corcelles-Cormondrèche - UHT Eggiwil - UHC Lions Konolfingen - Unihockey Luzern - Hornets Regio Moosseedorf Worblental - Legion Wasserschloss - UHC Zuger Highlands | Gruppe 2 - Unihockey Bassersdorf Nürensdorf - Bülach Floorball - Glattal Falcons - UHC Herisau - Vipers InnerSchwyz - Jona-Uznach Flames - UHC Laupen ZH - Red Devils March-Höfe Altendorf - Unihockey Rheintal Gators - UHC Sarganserland - Floorball Uri |  |

### Frauen
| Gruppe 1 - UHV Skorpion Emmental (Skorpion Emmental Zollbrück II) - Wizards Bern Burgdorf II - Unihockey Gurmels - UHC Lok Reinach - Unihockey Schüpfheim - UC Yverdon - UH Zulgtal Eagles | Gruppe 2 - UHC Laupen ZH II - Floorball Obwalden - piranha academy regio - UHC Zuger Highlands - Floorball Zurich Lioness - Zürich Oberland Pumas - Zürisee Unihockey ZKH |  |